# جولي كاهلانغو
جولي كاهلانغو (بالإنجليزية: July Mahlangu)‏ (5 يوليو 1980 في جنوب أفريقيا - ) هو لاعب كرة قدم جنوب أفريقي في مركز الوسط. لعب مع تاندا رويال زولو ‏.

## وصلات خارجية
- جولي كاهلانغو على موقع قاعدة بيانات كرة القدم.إي يو (الإنجليزية)